# Juicios por brujería en Portugal
Los juicios por brujería en Portugal, también conocidos como juicios por brujería o juicios por hechicería en Portugal, ocurrieron principalmente entre los siglos XVI y XIX, registrándose pocos casos en el país en comparación con otros países europeos durante el período de las cazas de brujas. Al igual que la Inquisición española, la Inquisición portuguesa centró casi esencialmente sus acciones en la persecución de actos de herejía, poniendo énfasis en las supuestas prácticas judaizantes de los cristianos nuevos y criptojudíos, sin considerar la brujería como una prioridad.
Aunque hubo ejecuciones, ataques y persecuciones, los tribunales seculares rara vez llevaron a cabo juicios por cargos de brujería: sólo se registraron dos casos, a diferencia del Tribunal de la Inquisición portuguesa, que acusó a más de 800 personas por el mismo delito. En total, decenas de personas fueron condenadas por el delito de brujería en Portugal, aunque solo siete de ellas condenadas a morir en la hoguera.

## Historia
A diferencia de otros países, con el establecimiento en 1536 de la Inquisición portuguesa, conocida también como Tribunal del Santo Oficio, la persecución de los judíos portugueses se convirtió en su principal prioridad, dando relativamente poco interés en hacer acusaciones de brujería, que no fueron clasificadas como pecado por la Iglesia católica hasta el siglo XVI. Aunque casi todos los acusados por la Inquisición portuguesa eran ciudadanos conversos, la gran mayoría de los acusados de 'delitos heréticos' menores, incluida la brujería, eran hombres y mujeres cuyas profesiones eran consideradas esotéricas o con prácticas de origen pagano, como curanderos, clarividentes o adivinos, recibiendo casi siempre penas consideradas leves, como penitencias, multas o expulsión y destierro de sus congregaciones.
En 1559, se decretó y condenó por primera vez la ejecución en la hoguera de cinco mujeres, acusadas del delito de brujería, como resultado del mayor juicio de este tipo en Portugal, comúnmente conocido como el Juicio de brujas en Lisboa. Debido al escándalo que surgió tras la condena, la reina Catalina de Austria, viuda de Juan III de Portugal y regente de Sebastián I de Portugal, ordenó otra investigación que acabó con la detención de veintisiete mujeres y un hombre, la ejecución en la hoguera de una mujer, nacida en Coímbra, un año después, en pleno Rossio de Lisboa, y la flagelación y el destierro del restante. Después de este evento, todos los juicios por brujería quedaron explícitamente bajo la jurisdicción de la Inquisición portuguesa, y no se registraron más casos ni ejecuciones en tribunales seculares.

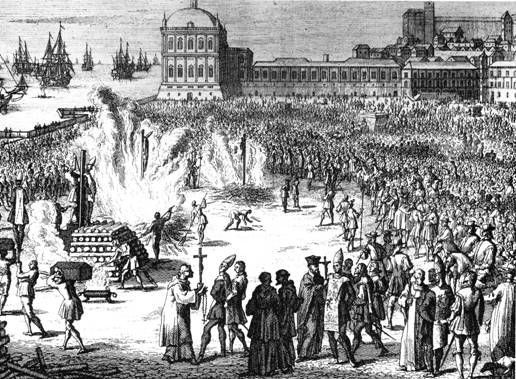
Representación de los actos de fe en Terreiro do Paço, en Lisboa.

Entre 1626 y 1744, la Inquisición portuguesa procesó a 818 personas por el delito de brujería, cuatro de las cuales fueron condenadas a muerte. Dado que tres de los condenados murieron antes de la fecha de su ejecución, víctimas de enfermedades o malos tratos mientras estaban prisioneros del Tribunal de la Inquisición portuguesa, sólo se llevó a cabo una ejecución, que tuvo lugar en Évora, en el año 1626, cuando el curandero y ocultista Luís de la Penha fue quemado en la hoguera, sumando un total de 7 casos de ejecuciones por el delito de brujería conocidos en Portugal.
Después de 1760, la Inquisición portuguesa, descontenta con el tiempo dedicado a estos casos y deseando únicamente centrar sus esfuerzos en la persecución de los judíos, declaró que consideraba la brujería como un acto de imaginación, y ya no aceptaba casos de este tipo.
Otros casos, cuyos acusados fueron declarados culpables del delito de brujería por el Tribunal del Santo Oficio, recibieron penas como flagelación pública, cadena perpetua, pago de multas, obligación de vestir el hábito penitencial, exilio en territorio nacional o en las colonias, la desamortización de bienes y propiedades o incluso galeras. Entre la lista de condenados se encuentran los nombres de Inácia Gomes en 1565, Ana Álvares en 1566, Ana do Frade en 1567, Francisco Gonçalves y António Pires en 1587, Francisco da Rosa en 1626, Pedro Gonçalves de Abreu en 1653, Bartolomeu Martins en 1683, Ana Martins en 1687, Francisco Luís en 1690, Manuel Inácio en 1706, Francisco Martins en 1724, Mariana Antónia en 1733, Maria da Silva en 1754, Cristóvão Silva Marreios en 1785 y António José en 1802, estos dos últimos condenados a galeotes durante seis y cinco años, respectivamente, entre otros innumerables nombres.
Aunque los juicios, tanto los liderados por los tribunales seculares como por la Inquisición, cesaron en el siglo XVIII en Portugal, durante más de un siglo se siguieron formulando acusaciones de personas contra otros ciudadanos, provocando actos de agresión e incluso asesinato, todavía en 1933, Arminda de Jesús Pereira fue quemada viva por cuatro hombres, todos sus familiares, que la acusaron de bruja y de estar poseída, en la localidad de Soalhães, Marco de Canaveses.

### Colonias portuguesas

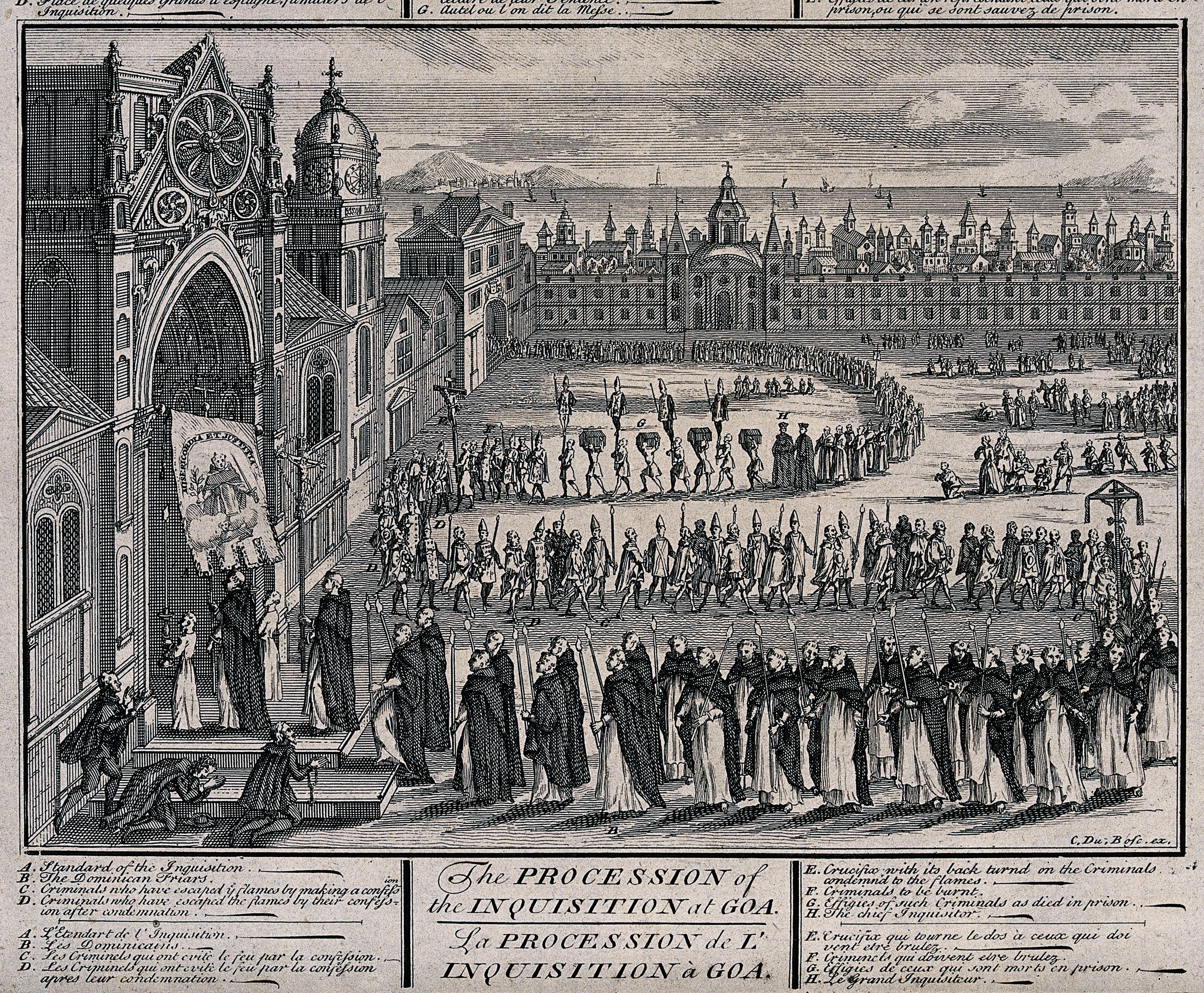
Procesión de la Inquisición portuguesa en Goa.

Aunque la Inquisición portuguesa llevó a cabo menos juicios por brujería en suelo europeo que otros países, durante el mismo período la situación no se desarrolló de la misma forma en las colonias portuguesas, donde las ejecuciones y condenas por brujería se produjeron con mucha más frecuencia y fervor religioso, especialmente después de haber cesado en Portugal.
En el Brasil portugués, cientos de personas fueron juzgadas o condenadas por el delito de brujería y pactos con el diablo, como fue el caso de Felipa de Sousa en 1591, Manuel Branco y Sebastião Madeira en 1592, Miguel Ferreira Pestana en 1743, Ursulina de Jesús en 1754, Narcisa en 1755, Raimundo António de Belém en 1757, Crescêncio Escobar en 1763, João Mendes Pinheiro, Pedro Rodrigues, Domingos de Sousa, Sabina y Alberto Monteiro en 1764, Maria da Conceição en 1798, o Maria Perpétua en 1817.
En Goa, debido a que las prácticas hindúes eran consideradas idolatrías demoníacas por las congregaciones misioneras jesuitas, se iniciaron cientos de juicios por brujería, siendo la mayoría de sus sentencias condenas a muerte.